# Боздуганово
Боздуга́ново (болг. Боздуганово) — село в Старозагорській області Болгарії. Входить до складу общини Раднево.

## Населення
За даними перепису населення 2011 року у селі проживали 487 осіб.
Національний склад населення села:
| Національність   | Кількість осіб | Відсоток |
| ---------------- | -------------- | -------- |
| болгари          | 409            | 84,3%    |
| цигани           | 72             | 14,8%    |
| Всього відповіли | 485            |          |

Розподіл населення за віком у 2011 році:
Динаміка населення: